# Impatiens gasterocheila
Impatiens gasterocheila är en balsaminväxtart som beskrevs av Joseph Dalton Hooker. Impatiens gasterocheila ingår i släktet balsaminer, och familjen balsaminväxter. Inga underarter finns listade i Catalogue of Life.